# Talpa gâștei
Talpa gâștei (Chenopodium) este denumirea populară dată unei grupe de plante din familia Amaranthaceae, dar care este considerată de unii botaniști ca făcând parte din familia Chenopodiaceae.

## Descriere
Talpa gâștei este o plantă  erbacee, perenă,  cu înălțimea maximă de 150 cm. Secționate, tulpinile și ramurile, care sunt păroase pe margini, se prezintă în patru muchii. Frunzele sunt opuse, cele de la bază au forma palmei, fiind divizate adânc în 5 lobi. Frunzele mijlocii au 3 crestături, iar cele din vârful tulpinii sunt alungite si dințate. La subsuoara frunzelor se găsesc florile de culoare roz, grupate în inflorescențe mici, care înconjoară tulpina. Floarea este formată dintr-un caliciu in formă de tub cu 5 sepale unite între ele, fiecare sepal terminându-se cu o țeapă.
Corola prezintă un inel păros, bilabiat, de forma unei guri, fiind de două ori mai mare decât caliciul. Partea superioară a corolei este de forma unui coif, acoperit cu peri mărunți.
Planta  înflorește din iunie până în septembrie. Crește pe marginea drumurilor, prin locuri necultivate si printre ruine.

## Utilizare
Are o acțiune antispasmodică și este folosită ca tonic cardiac, sedativ, hipnotic, antispastic general, stomahic, indicat în afecțiuni cardiace, aritmii de origine nervoasă.
Se mai poate folosi datorită efectelor tonice pe care le are asupra organismului ca remediu împotriva stărilor depresive. De asemenea provoacă halucinații puternice dacă este uscată și inhalată în cantități mici. O supradoză de talpa gâștei are efecte similare cu DMT-ul și este considerată foarte periculoasă din acest motiv.

## Sistematică

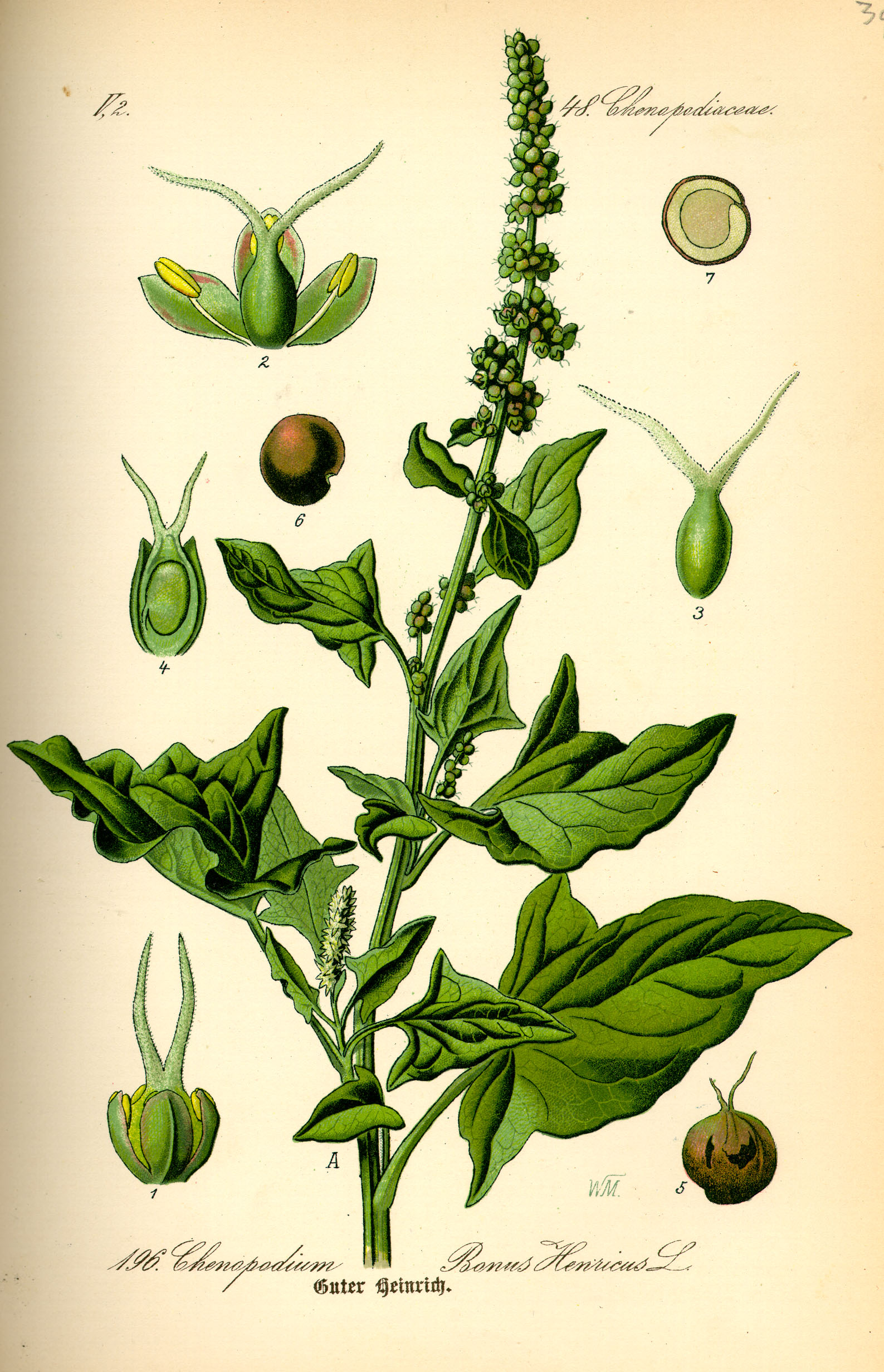

Genul Chenopodium este răspândit în toată lumea, cuprinzând ca. 100 - 250 de specii, din care în Europa se află 15 - 20 de specii:
- Chenopodium acuminatum
- Chenopodium album (spanac sălbatic)
- Chenopodium bonus-henricus
- Chenopodium botrys
- Chenopodium bryoniifolium
- Chenopodium californicum
- Chenopodium capitatum
- Chenopodium chenopodioides
- Chenopodium ficifolium
- Chenopodium foliosum
- Chenopodium giganteum
- Chenopodium glaucum
- Chenopodium gracilispicum
- Chenopodium hybridum
- Chenopodium iljinii
- Chenopodium karoi
- Chenopodium macrospermum
- Chenopodium murale
- Chenopodium opulifolium
- Chenopodium pallidicaule
- Chenopodium polyspermum
- Chenopodium pumilio
- Chenopodium purpurascens
- Chenopodium quinoa
- Chenopodium rubrum
- Chenopodium subglabrum
- Chenopodium simplex
- Chenopodium strictum
- Chenopodium suecicum
- Chenopodium urbicum
- Chenopodium vulvaria (lobodă sălbatică)

Chenopodium ambrosioides (sinonim pentru Dysphania ambrosioides) acum aparține de genul Dysphania:  (Talpa gâștei din Mexic)